# Consiglio regionale della Nuova Aquitania
Il Consiglio regionale della Nuova Aquitania (in francese Conseil régional de Nouvelle-Aquitaine) è il nome dato all'assemblea deliberativa della regione Nuova Aquitania.

## Storia
Il Consiglio regionale Aquitaine-Limousin-Poitou-Charentes, istituito dalla Legge sulla delimitazione delle regioni, le elezioni regionali e dipartimentali e la modifica del calendario elettorale del 16 gennaio 2015 con effetto dal 1º gennaio 2016, è il risultato della fusione dei consigli regionali di Aquitania, Limousin e Poitou-Charentes, che comprendono rispettivamente 85, 43 e 55 eletti (cioè 183 consiglieri regionali combinati).
Secondo l'articolo 2 della legge del 16 gennaio 2015, il capoluogo provvisorio della nuova regione Aquitania-Limosino-Poitou-Charentes sarà designato con decreto entro il 31 dicembre 2015, previa consultazione del consiglio comunale e dei consigli regionali interessati; dovrebbe essere reso definitivo con decreto del Consiglio di Stato entro il 31 ottobre 2016.
L'articolo 5 della stessa legge stabilisce in 183 il numero dei consiglieri regionali; distribuisce il numero di candidati per sezione dipartimentale per le elezioni di dicembre 2015:
- 13 per la Charente;
- 22 per la Charente Marittima;
- 10 per la Corrèze;
- 6 per la Creuse;
- 15 per la Dordogna;
- 48 per la Gironda;
- 14 per le Landes;
- 12 per Lot e Garonna;
- 23 per i Pirenei Atlantici;
- 14 per Deux-Sèvres;
- 16 per la Vienne;
- 14 per l'Alta Vienne.

Si precisa che tale numero di candidati per sezione dipartimentale comprende due candidati supplenti (articolo 3 della legge 16 gennaio 2016). Pertanto, il numero esatto di funzionari eletti per dipartimento che siedono nel Consiglio regionale sarà 11 per la Charente, 20 per la Charente-Maritime, 8 per Corrèze, 4 per Creuse ecc.

## Presidenti
| Mandato                     | Presidente | Presidente    | Partito | Partito            |
| --------------------------- | ---------- | ------------- | ------- | ------------------ |
| 1º gennaio 2016 - in carica |            | Alain Rousset |         | Partito Socialista |